# Franciszek Ozierański
Franciszek Ozierański – pułkownik ludowego Wojska Polskiego.

## Życiorys
Po zakończeniu II wojny światowej w stopniu pułkownika ludowego Wojska Polskiego od grudnia 1945 był dowódcą 4 Brygady Saperów, 22 stycznia 1946 przemianowanej w 4 Łużycki Pułk Saperów; stanowisko pełnił do stycznia 1950.

## Odznaczenia
- Krzyż Kawalerski Orderu Odrodzenia Polski (1946, za bohaterskie czyny i dzielne zachowanie się w walce z niemieckim najeźdźcą, za gorliwą pracę i sumienne wypełnianie obowiązków służbowych)[1]